# Kabouda
Kabouda är en ort i Burkina Faso.   Den ligger i regionen Plateau-Central, i den centrala delen av landet, 90 km öster om huvudstaden Ouagadougou. Kabouda ligger 296 meter över havet och antalet invånare är 1 498.
Terrängen runt Kabouda är platt. Närmaste större samhälle är Mogtédo, 15,9 km sydväst om Kabouda.
Omgivningarna runt Kabouda är en mosaik av jordbruksmark och naturlig växtlighet. Runt Kabouda är det ganska tätbefolkat, med 100 invånare per kvadratkilometer.